# Judarskogens naturreservat
Judarskogens naturreservat är ett kommunalt naturreservat och ett Natura 2000-område i Bromma, västra Stockholm. Det är beläget i Bromma socken i Stockholms kommun i Uppland (Stockholms län). Området vid Judarskogen avsattes i början av 1900-talet som naturpark. Judarskogen blev friluftsreservat 1932 och sedan 1995 är det naturreservat. Reservatet har sitt namn efter sjön Judarn, som ligger mitt i området. 

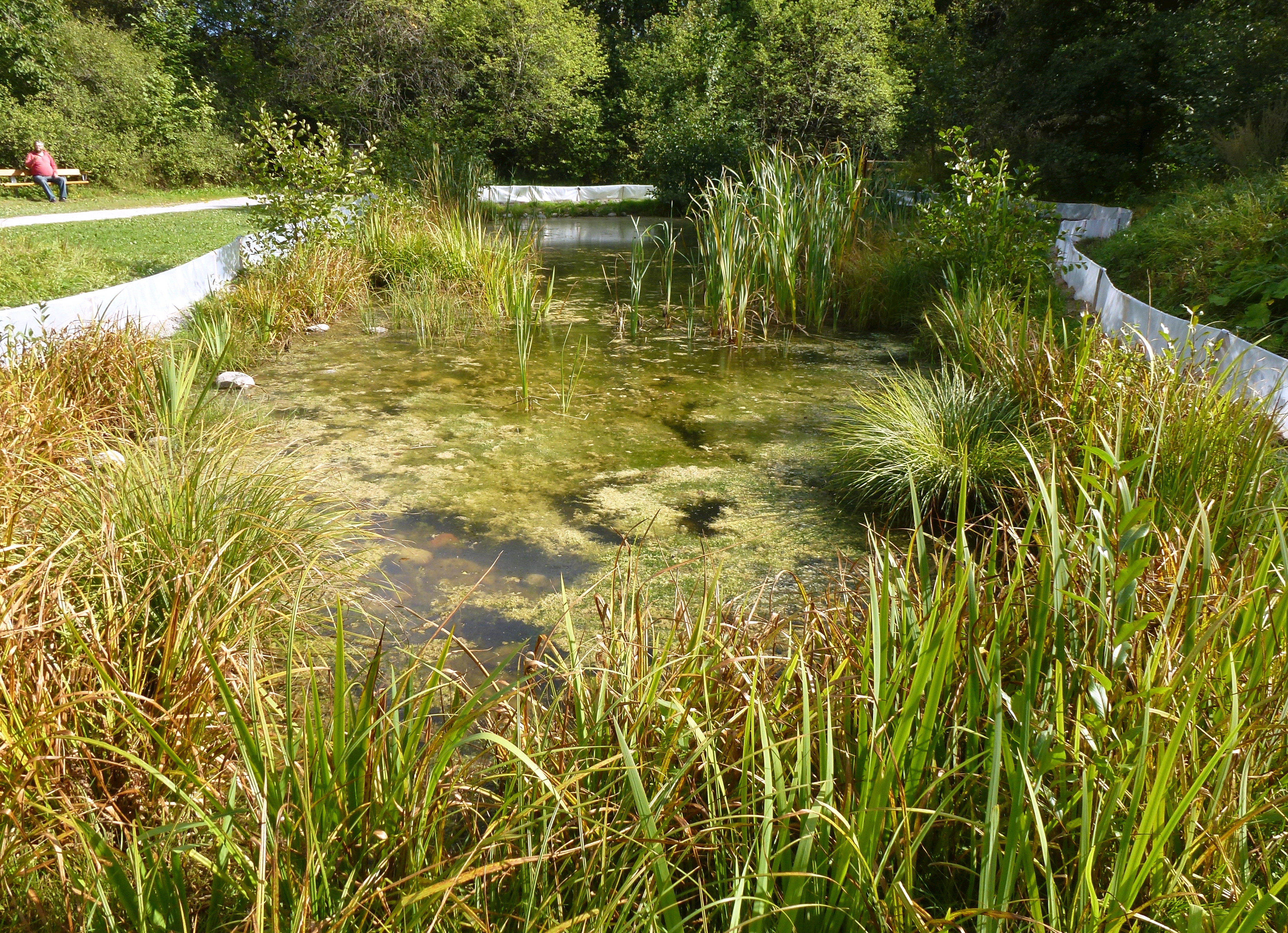
Salamanderdamm
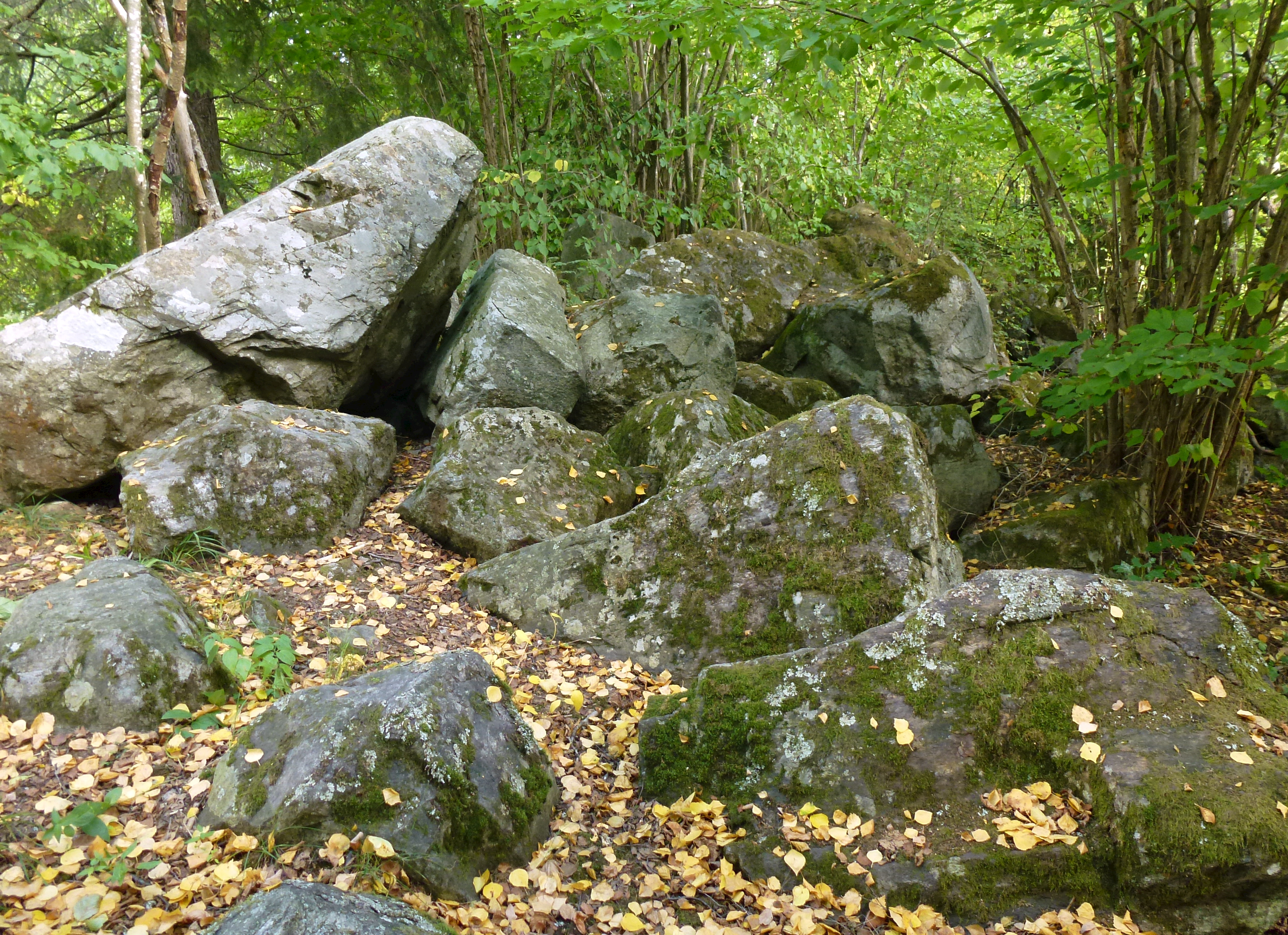
De Geer-morän
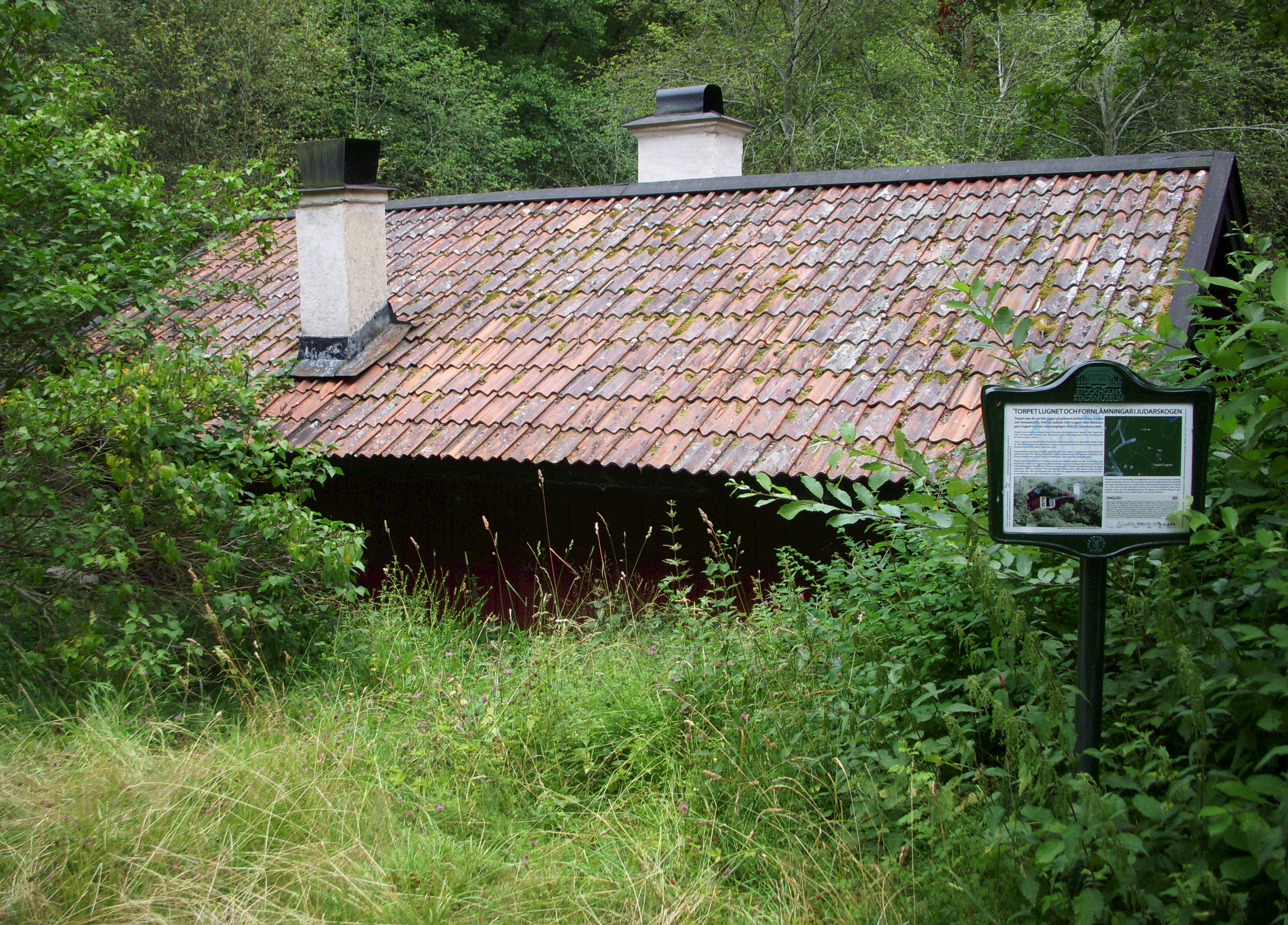
Torpet Lugnet
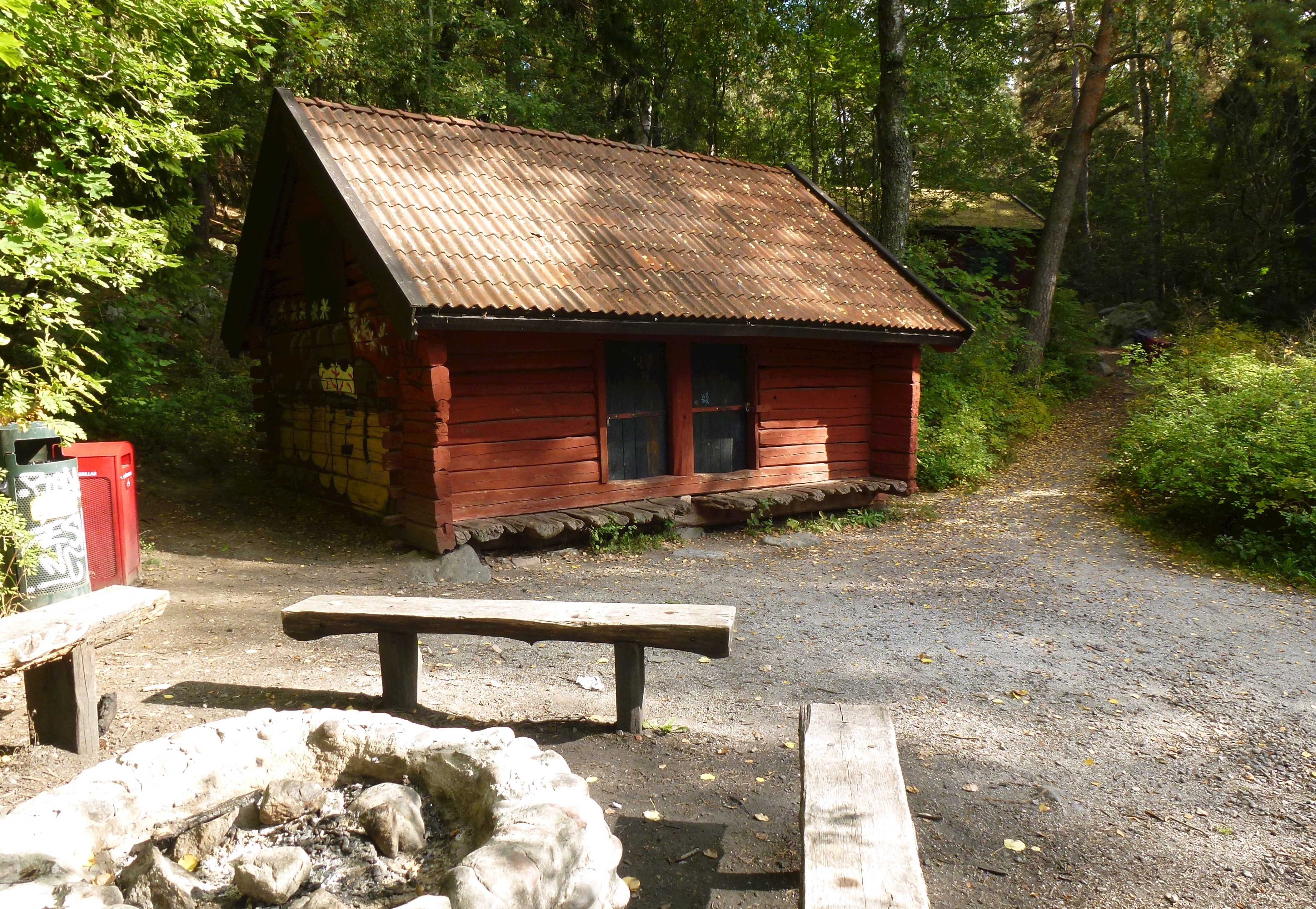
Bod vid Lugnet

## Beskrivning
Judarskogen omges av Norra Ängby på norra sidan, Södra Ängby på västra sidan, Åkeshovs slott i nordost samt Nockebyhov i sydost. I väster gränsar Judarskogen mot Ängbybadet vid Mälaren. Mitt i Judarskogen ligger sjön Judarn. Namnet Judarn kommer av ordet ljuda, låta. Sjön omges av skogsmark och öppna gräsmarker. I reservatet finns gott om stigar och parkvägar − bland annat finns en naturstig med informationsskyltar. Stockholms stad har även iordningställt rastplatser med eldstäder på flera platser, främst vid Judarn.

### Syfte
Syftet med reservatet är att skydda De Geer-moränerna, utveckla och bevara den biologiska mångfalden samt att säkerställa att området kan användas för friluftsliv. Vidare är målet för naturreservatet att vårda skogsmark, gräsmark och vattendrag så att de biologiska värdena bevaras  och utvecklas. Målet för skötseln är även att områdets attraktion för naturundervisning och rörligt friluftsliv bevaras och stärks.

### Iordningställandet av friluftsreservatet
Judarskogen genomkorsas av en mängd stigar som iordningställdes på 1930-talet som ett AK-arbete (Statens arbetslöshetskommission), då området blev friluftsrservat 1932. Man iordningställde stigar och grusvägar som går genom tät skog och når fram till sjön, och stigar som går ut på ängarna och upp mellan stenblock och hällar och ned i vegetationsrika dalar. I nordvästra delen av reservatet, nära Ängbyplan, finns de öppna ängsmarkerna. Området har ett stort antal av dessa skogsstigar och grusvägar.

### Judarskogens naturstig
Runt sjön Judarn leder en cirka två kilometer lång naturstig som kantas av åtta informativa skyltar med fokus på hur senaste istiden formade landskapet runt sjön. Naturstigen iordningställdes år 1996 av dåvarande Stockholms Gatu- och Fastighetskontor. Lämplig startpunkt är parkeringen vid Ängbybadet eller vid Åkeshovs slott. Vid sjön finns flera iordningställda rast- och grillplatser. Stigens svårighetsgrad uppges som ”lätt” dock ej lämplig för rullstolsburna personer. Markeringsfärgen är blå.

### Vegetationen och Natura 2000
Vid inventeringar under åren 1940-1990 registrerades mer än 400 arter växter. Skogsvegetationen domineras av granskog och tallskog och hällmarkstallskog med inslag av lövträd, Men här finns även blandskog och fuktlövskog, som växer kring sjön och ett par mindre ädellövsbestånd. Skogsområdet bryts upp av några större och mindre gräsmarker. Barrskogen och hällmarkstallskogen har lövinslag av rönn, björk och ek. Tallskogen växer på morän och har stark inblandning av lövträd. Fuktlövskogen kring sjön Judarn utgörs av al och björk och ibland tätt av sälg. Vid gräsmarker öster om Åkeshovs allé finns ett bestånd av ädellövskog på en gammal gärdesbacke. Blandskogen består av tall, gran och ek.
Norr om Judarn har en damm för vattensalamandrar och andra groddjur iordningställts. Enligt bevarandeplanen för Natura 2000-området ska man skapa en gynnsam miljö för den större vattensalamandern. Även om alsumpskogen i området anses ha för dålig kontinuitet i dagsläget för att vara skyddsvärd så är planen att utveckla området så att den i framtiden uppfyller kriterierna för skyddsvärd naturtyp enligt Natura 2000.

### Torpet Lugnet
I naturreservatets utkant väster om sjön nära Ängbybadet ligger torpet Lugnet som ägs av Stockholms stad och disponeras av lajvföreningen Lilla Gillet. Torpet Lugnet har en knuttimrad stuga med kakelugn från 1760-talet och några hitflyttade hus. Lugnet utgörs av fyra byggnader, huvudbyggnad, lillstuga, uthus och utedass. Redan på 1930-talet höll Bromma flickscoutkår till här. Utanför uthuset finns även en rastplats med eldstad. På 1950- och 1960-talet användes "Lilla och stora Lugnet" av Nockeby Scoutkår. Torpet Lugnet ligger i områdets västra del och här finns även två större byggnader som ägs och förvaltas av Stockholms kommun, Gatu- och fastighetskontoret. I den östra delen av området ligger två byggnader, Kvarnstugan och Smedstugan, som även de ägs och förvaltas av Stockholms kommun, Gatu- och fastighetskontoret, och hyrs ut till föreningar.
Från 1930-talet hade Kungsholms baptistkyrka en scoutstuga i Judarskogen. Den var belägen på höjden alldeles sydväst om sjön Judarn, men brann ner i slutet av 1960-talet.

## Ryssmuren
Den så kallade Ryssmuren är en stenmur belägen i naturreservatet, öster om Judarn. Anläggningen består av en cirka 1 100 meter lång och cirka två meter hög naturstensmur som grenar upp sig i norr. Muren sträcker sig delvis genom Judarskogen. I muren finns enstaka upp till två meter stora flyttblock. Murens primära funktion är att fungera som permanent gärdesgård. Muren har nio öppningar, 1-4 meter breda. Muren byggdes troligen under 1700-talet, när Karl XII regerade. Med säkerhet byggdes muren före 1818 och det är enbart en skröna som anger att ryska krigsfångar byggt den. Det Stora nordiska kriget utspelade sig i början av 1700 och därav spekuleras det, samt är en tradition, att ryska krigsfångar från kriget var de som byggde muren 1719 (vilket inte är bevisat) när ätten Stenbock ägde slottet. Ryssmuren är ett fornminne med RAÄ-nummer Bromma 19:1.
Det finns två huvudsakliga teorier till varför muren finns:
- Den byggdes för att inhägna boskap på Åkeshovs slott säteri.
- Det är ett odlingsröse från 1800-talet. Detta visar senare forskning.

## Bilder

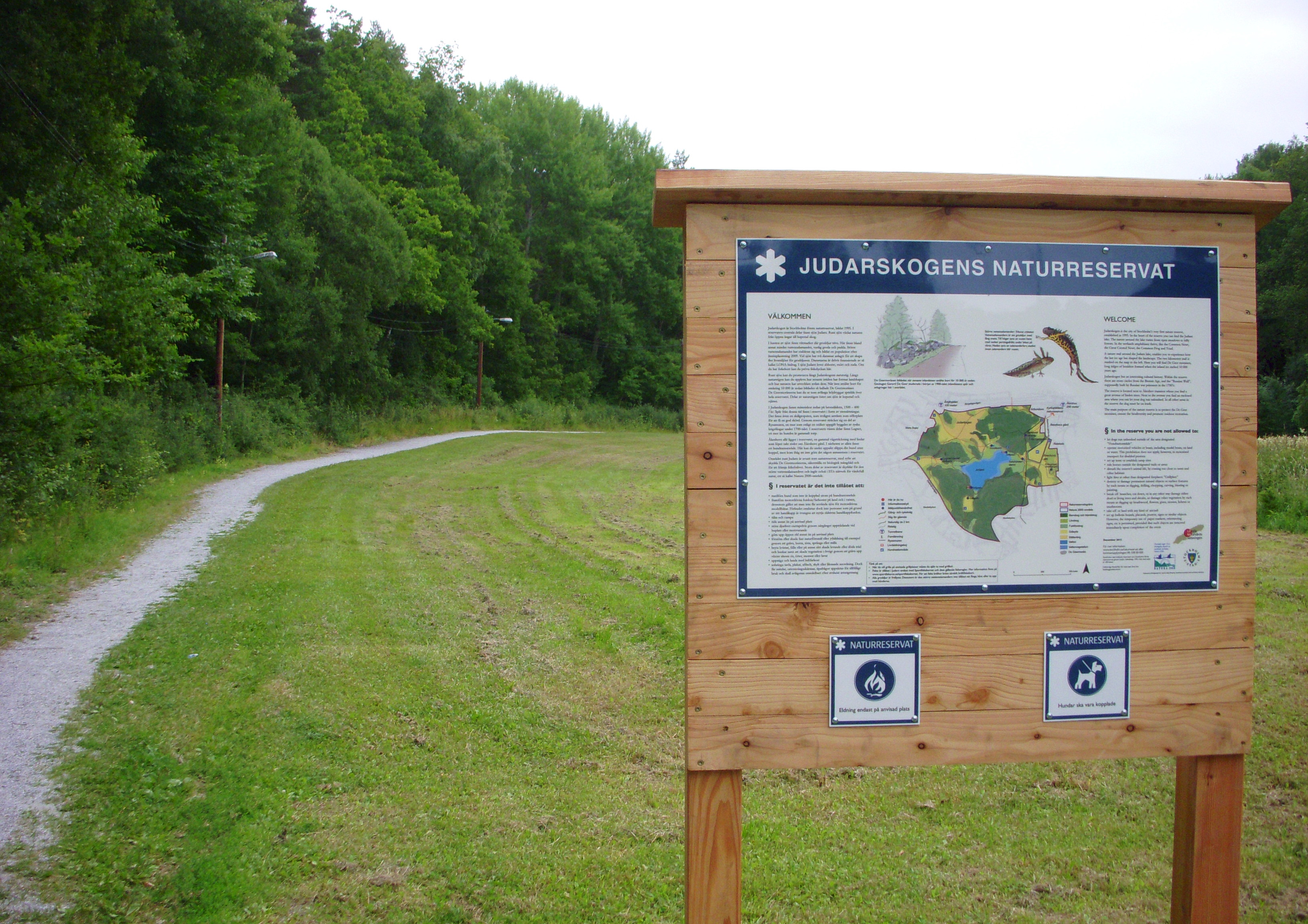
Reservatsskylt vid Ängbybadet
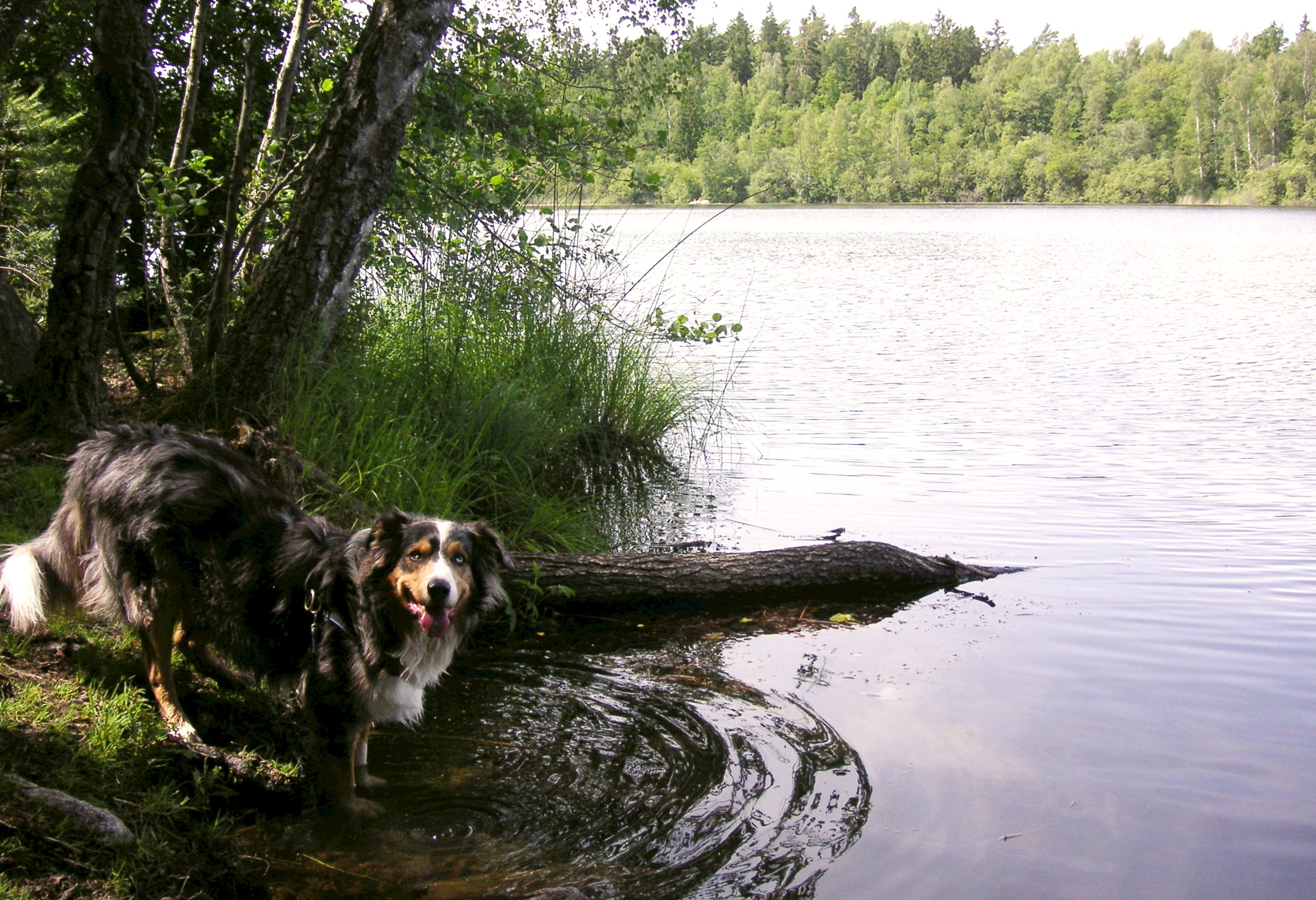
Paus vid sjön Judarn
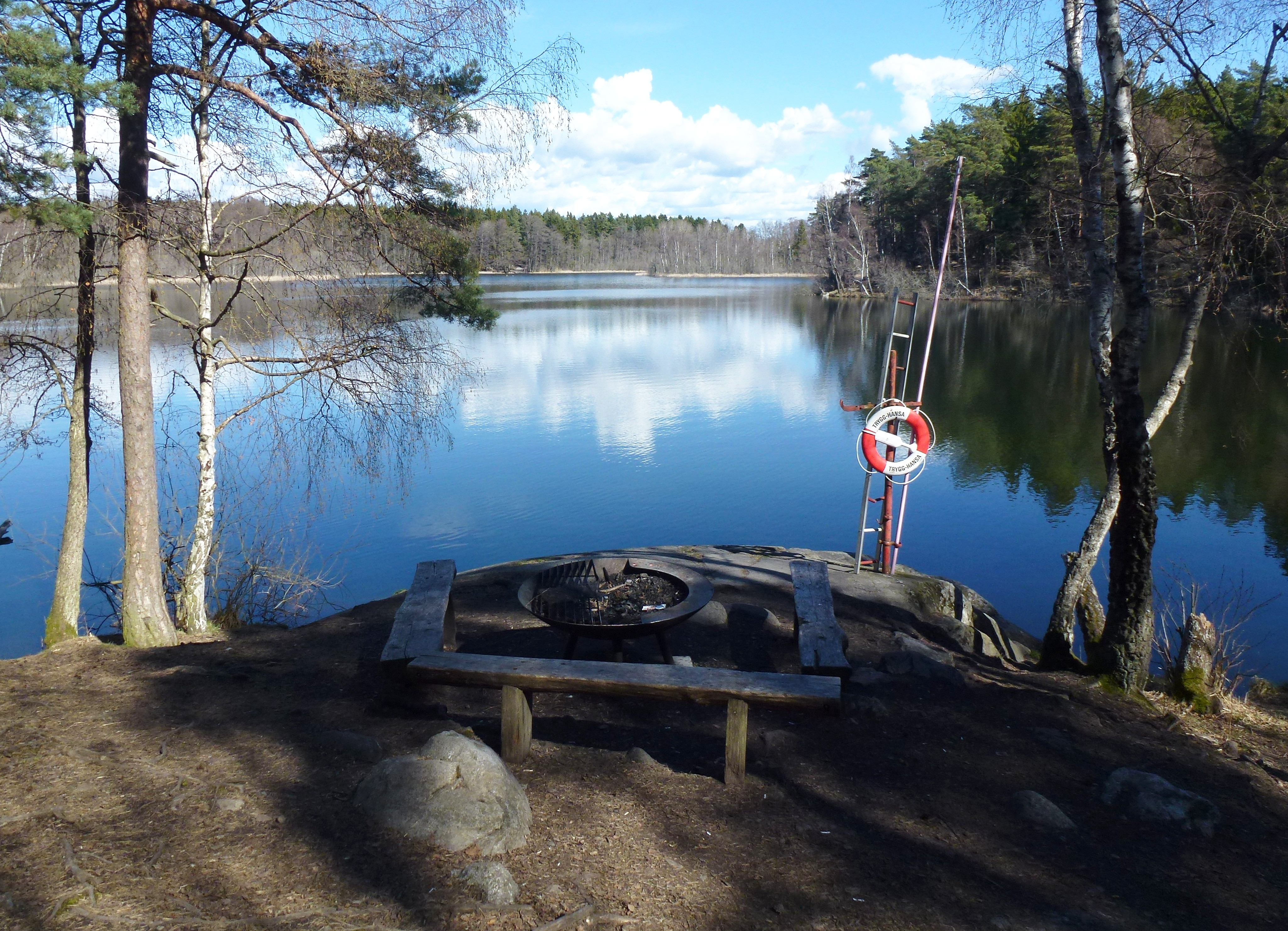
Grillplats vid Judarn
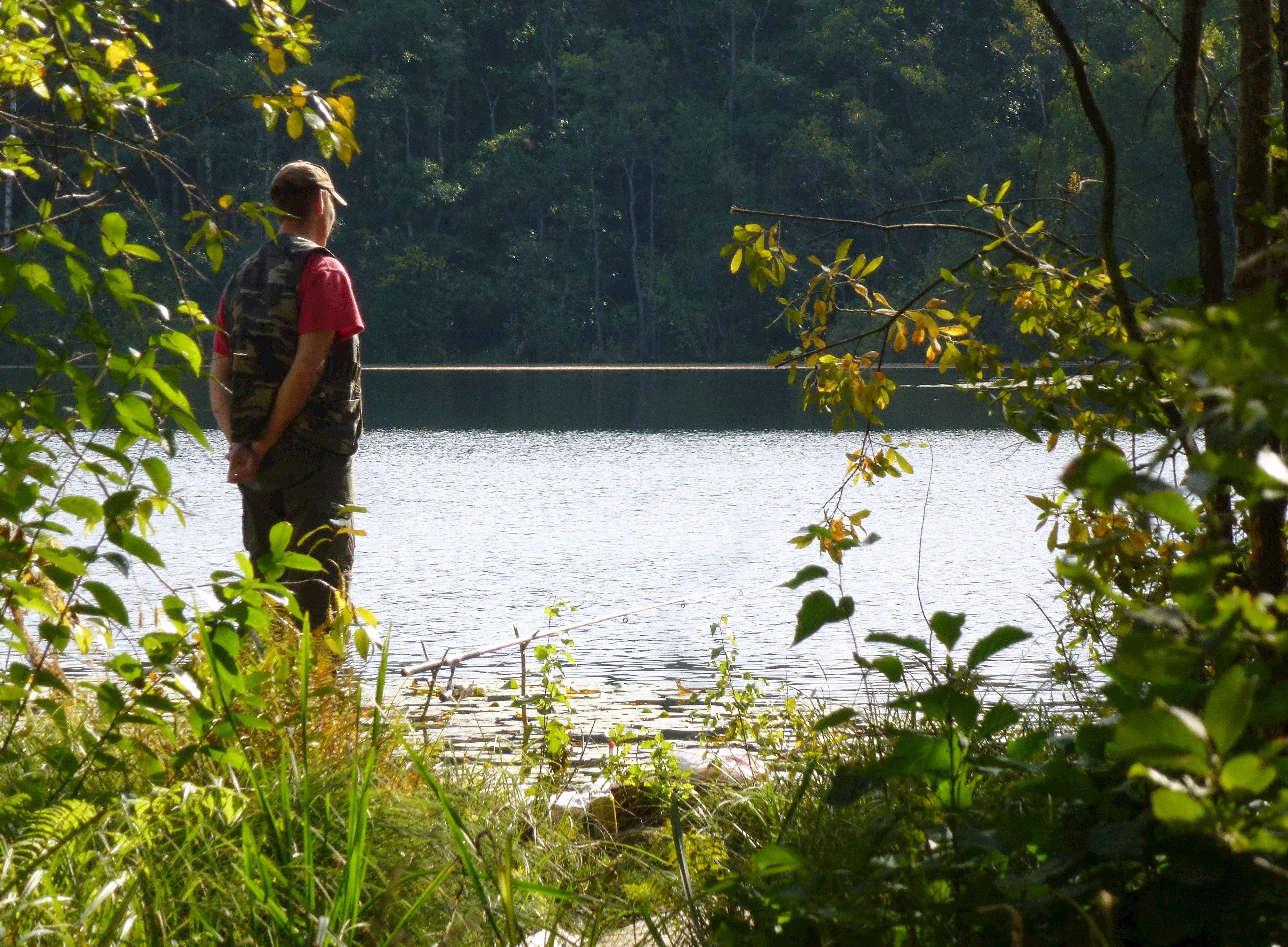
Mete i Judarn

- Salamanderdamm
- De Geer-morän
- Torpet Lugnet
- Bod vid Lugnet